# グレート・サザン地域

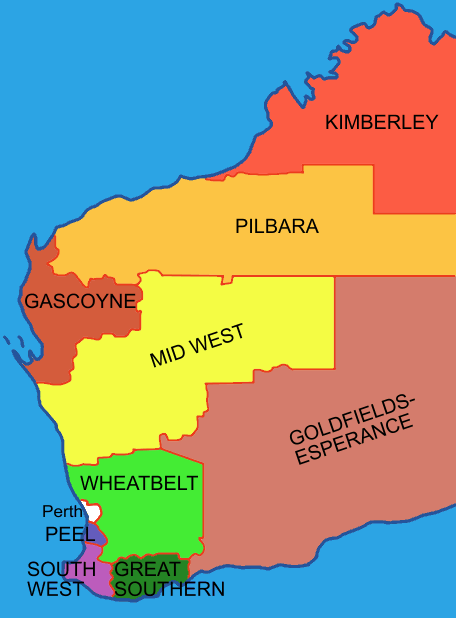
最南部の緑色に塗られた部分がグレート・サザン地域

グレート・サザン地域(Great Southern region)は、オーストラリア・西オーストラリア州を9つに分けた地域区分のうちの1つ。同州の最南部に位置し、西を南西部地域、北をウィートベルト地域、東をゴールドフィールズ・エスペランス地域と接し、南部に伸びる海岸線はグレートオーストラリア湾の最西部に面する。面積39,007km²、人口約54000人。

## 歴史
何万年も前から、この地にはアボリジニのヌンガー部族が住んでいたとされる。1826年のクリスマスに英国軍人エドモンド・ロッキャーがキングジョージ湾(現在のアルバニー)に上陸し、入植が開始された。アルバニーは西オーストラリア州で最初のヨーロッパ人による入植地とされる。

## 気候
グレート・サザン地域は地中海性気候(Cs)に属し、暑く乾いた夏と涼しく雨の多い冬がおとずれる。

## 経済
グレート・サザン地域の主要産業は牧畜と穀物栽培であり、西オーストラリア州随一の肥沃な土壌を生かして羊毛・羊肉を産出している。
観光産業も盛んで、特に州内の他地域ほど酷暑に見舞われない夏の時期は観光客・釣り人・サーファーの人気を集める。

## 地方行政区分
グレート・サザン地域は、下記の地方自治体によって構成される。
- アルバニー
- ブルームヒル＝タンベラップ
- クランブルック
- デンマーク
- ノウアンガラプ
- ジェラマンガプ (ブレマー・ベイを含む)
- カタニング
- ケント
- コウジョナプ
- プランタジネット
- ウッドアニリング